# Theresia van Saksen-Altenburg

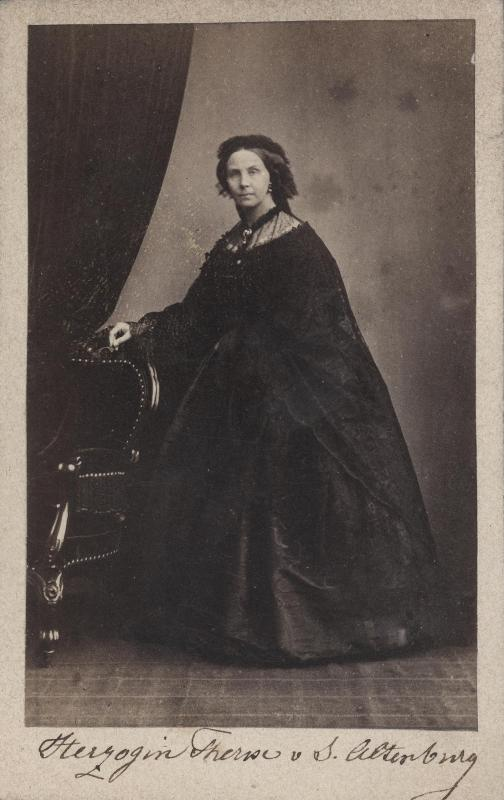
Prinzessin Therese von Sachsen-Altenburg (1823-1915) als T.d. Hzgs Josef v. S.A.

Henriette Frederike Theresia Elizabeth van Saksen-Altenburg (Hildburghausen, 9 oktober 1823 - Altenburg, 3 april 1915) was een prinses van Saksen-Altenburg.
Zij was de tweede van de vier overlevende dochters van Jozef van Saksen-Altenburg en Amelie van Württemberg. De prinsessen kregen onderricht van Karl Ludwig Nietzsche, een dominee en de vader van Friedrich Nietzsche, die later bij zijn studies door de Saksen-Altenburgs financieel ondersteund zou worden.
Theresia trouwde nooit, hoewel zij werd omschreven als een van de aantrekkelijkste dochters uit het viertal en de latere keizer Napoleon III naar haar hand dong.
De prinses woonde tot haar dood op het familiale zomerslot Wolfersdorf. In 1894 was de Duitse keizer Wilhelm II bij haar te gast voor een jachtpartij.
Theresia was dame in de Beierse Theresia-orde. 